# Xã Allens Grove, Quận Scott, Iowa
Xã Allens Grove (tiếng Anh: Allens Grove Township) là một xã thuộc quận Scott, tiểu bang Iowa, Hoa Kỳ. Năm 2010, dân số của xã này là 1.022 người.